# Rif (pasmo górskie)
Rif – pasmo górskie w północno-zachodniej Afryce w północnym Maroku. Stanowi najdalej na północny zachód wysunięte pasmo łańcucha górskiego Atlas. Ciągnie się wzdłuż wybrzeży Morza Śródziemnego od Cieśniny Gibraltarskiej do doliny rzeki Wadi Muluja. Na południu opada ku nizinie Gharb. Najwyższy szczyt Dżabal Tidighin wznosi się na 2456 m n.p.m. Północne, nadmorskie stoki pasma porasta makia oraz resztki lasów dębowych, zaś południowe stoki zajmują formacje stepowe.

## Historia
W średniowieczu na tym terenie istniało Królestwo Nekoru. W początkach XX wieku pod przywództwem Abd el-Karima el-Chattabiego, marokańskiego bohatera narodowego, tutejsze berberskie plemiona ogłosiły niepodległość i jako Republika Rifu przez parę lat opierały się siłom francusko-hiszpańskim.